# П'єтроаса (Тимбоєшть, Вранча)
П'єтроаса (рум. Pietroasa) — село у повіті Вранча в Румунії. Входить до складу комуни Тимбоєшть.
Село розташоване на відстані 141 км на північний схід від Бухареста, 22 км на південний захід від Фокшан, 78 км на захід від Галаца, 112 км на схід від Брашова.